# الخضيراء (دوعن)

'

تعديل مصدري - تعديل

الخضيراء هي إحدى قرى عزلة صيف بمديرية دوعن التابعة لمحافظة حضرموت، بلغ تعداد سكانها 28 نسمة حسب تعداد اليمن لعام 2004.